# Deindol
Deindol  (vagy Daindol) Pécs egyik városrésze a Mecsekoldalban, a Bálicsvölgy, Donátus és a Kismélyvölgy által határolt, völgyekkel tagolt részen. Tengerszint feletti magassága kb. 250–400 m.
Évszázadokon át híres szőlőtermő vidék volt, majd a 20. század végére hétvégi házak és kertek váltották fel a szőlőtőkéket.

## Nevének eredete
Egy helyi monda szerint a terület felosztását egy német ember úgy végezte, hogy három fiának külön-külön megmutatta a neki szánt völgyet, mondván: Das ist dein Tal (nyelvjárásban: dájn tol); vagyis: Ez a te völgyed. Innen a Deindol név.
Egy másik vélemény szerint (Klemm Antal) a név a szerbhorvát Dolina „völgy” és a német Tal „völgy” összetételéből alakult. Oly módon, hogy a pécsi németek nem értették a szerbhorvát név jelentését és hozzátették a német Tal szót és így lett a völgy neve Dolina-Tal, azaz „völgy-völgy”. Más forrás szerint a szláv daljin (távoli) és a német Tal összefonódásából alakult ki.
Léteznek olyan elméletek, melyek szerint a német-szláv dahijin dol (martalócok völgye) kifejezésből ered.

## Hegyhátak
A városrészt több hegyhát alkotja (Ny-ról K felé):
- Nagydeindol-hegyhát
- Középdeindol-hegyhát
- Kisdeindol-hegyhát